# اکسید ایتریم (III)
اکسید ایتریم (III) (به انگلیسی: Yttrium(III) oxide) با فرمول شیمیایی Y۲O۳ یک ترکیب شیمیایی است. که جرم مولی آن ۲۲۵٫۸۱ g/mol می‌باشد. شکل ظاهری این ترکیب، جامد زرد در دمای زیر −۳۶°C است.